# Arsague
Arsague település Franciaországban, Landes megyében. Lakosainak száma 342 fő (2022. január 1.). Arsague Amou, Castel-Sarrazin, Tilh és Bonnut községekkel határos.

## Népesség
A település népességének változása:
| Lakosok száma | 383  | 289  | 307  | 299  | 372  | 364  | 340  | 334  | 329  | 342  |
|               | 1968 | 1982 | 1990 | 2006 | 2013 | 2015 | 2017 | 2019 | 2020 | 2022 |